# James Troisi
 James Troisi  (Adelaida, Australia, 3 de julio de 1988) es un futbolista australiano. Juega de centrocampista y su equipo es el Western United F. C. de la A-League de Australia.

## Trayectoria
Troisi nació en Australia, de padre italiano y madre griega. Empezó a jugar fútbol a los 7 años en un equipo dirigido por su padre Albino y en 2001 integró las divisiones menores del Adelaide City, después de su paso por el West Torrens Birkalla. Emergió como uno de los mejores talentos del club de Adelaida y por esa razón fue observado por agentes del Newcastle United, que con éxito lo llevaron a la academia de los Magpies en 2005.

### Newcastle United
Después de dos años en el club y algunas apariciones como suplente en la Copa de la UEFA, el 10 de enero de 2007 firmó su primer contrato profesional con el club hasta junio de 2008, convirtiéndose en integrante del primer equipo. En el encuentro amistoso ante Hartlepool United, correspondiente a la pretemporada 2007/08, asistió a Michael Owen y a Shola Ameobi, en la victoria de su equipo y alternó en otros cotejos no oficiales y en el conjunto de reservas.
Si bien apareció en el banco de suplentes en algunos partidos de la Premier League, FA Cup y Copa de la UEFA, nunca llegó a debutar de manera oficial. En enero de 2008, Troisi se probó con éxito en el Roda JC de la Eredivisie; sin embargo, las negociaciones se cayeron por desacuerdos entre ambos clubes. El 6 de mayo de 2008, se confirmó su partida del club al final de la campaña 2007/08, hecho que generó que los medios lo vincularan con equipos españoles, australianos y holandeses, como el Sydney y el NEC Nijmegen.

### Gençlerbirliği

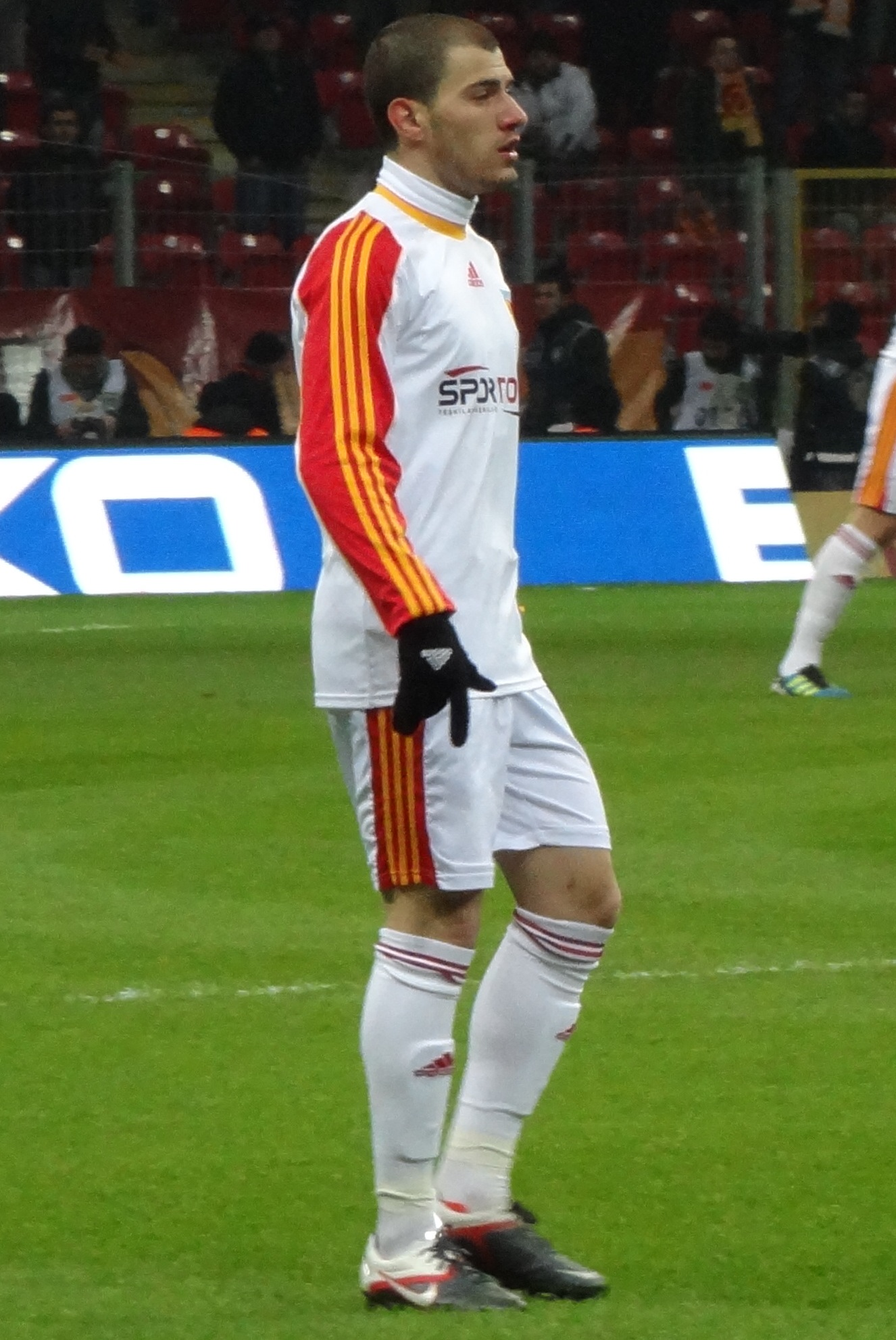
Con la camiseta del Kayserispor.

A fines de agosto de 2008, Troisi firmó por tres años con el Gençlerbirliği de Turquía, club en el cual compartió vestuarios con su compatriota Bruce Djite. El 14 de septiembre, realizó su debut frente al Eskişehirspor en Ankara, al sustituir en el minuto 65 a Engin Baytar. Marcó 6 goles en 29 apariciones en su primera temporada en Turquía, siendo titular en 21 encuentros. De estos seis tantos, tres fueron convertidos el 24 de enero de 2009, en la victoria por 3-1 de visita ante el Kayserispor.

### Kayserispor
El siguiente verano, el Kayserispor fue a por él y terminó fichándolo por cuatro años en julio de 2009. Se convirtió en un jugador clave del club, sobre todo en su última temporada en Turquía (2011/12), en la cual anotó once goles en 28 apariciones, jugando como extremo izquierdo o como segundo delantero. Durante el mercado de transferencias de verano, Troisi quiso dejar el Kayserispor debido a un tema financiero con el club, que terminó liberándolo.

### Juventus y Atalanta
Fue vinculado con el Newcastle Jets de su país y con el El Jaish de Catar; sin embargo, el 22 de agosto de 2012, firmó cuatro años por la Juventus y poco después fue transferido al Atalanta con la fórmula de la copropiedad y como parte del acuerdo entre ambos clubes por Manolo Gabbiadini.
En la primera jornada de la Serie A, debutó oficialmente en la derrota contra la Lazio por la mínima, entró en el minuto 67 por Ezequiel Schelotto.

## Selección nacional
Ha sido internacional con la selección de fútbol de Australia en 37 ocasiones y ha anotado cinco goles.
Debido a su buen desempeño en la temporada 2006-07 con el conjunto de reservas del Newcastle United, Troisi fue convocado a la selección sub-23 de Australia, con la cual debutó el 18 de abril de 2007 ante Arabia Saudita por la clasificación a los Juegos Olímpicos.
El 22 de marzo de 2008, debutó con la absoluta en un amistoso sin goles ante Singapur y posteriormente fue convocado a la escuadra sub-23 de Australia que participó en el Torneo masculino de fútbol en los Juegos Olímpicos de Pekín 2008. Su primera anotación con la selección absoluta se produjo en un amistoso ante Nueva Zelanda, disputado el 5 de junio de 2011 en Adelaida.
El 13 de mayo de 2014 Troisi fue incluido por Ange Postecoglou, el entrenador de la selección australiana, en la lista preliminar de 30 jugadores con miras a la Copa Mundial de Fútbol de 2014. El 3 de junio fue confirmado en la lista final de 23 jugadores.

### Participaciones en Copas del Mundo
| Mundial                        | Sede   | Resultado    |
| ------------------------------ | ------ | ------------ |
| Copa Mundial de Fútbol de 2014 | Brasil | Primera fase |

### Participaciones en Juegos Olímpicos
| Copa                           | Sede  | Resultado    | Partidos | Goles |
| ------------------------------ | ----- | ------------ | -------- | ----- |
| Juegos Olímpicos de Pekín 2008 | China | Primera fase | 2        | 0     |

### Participaciones en Copas FIFA Confederaciones
| Copa                           | Sede  | Resultado    | Partidos | Goles |
| ------------------------------ | ----- | ------------ | -------- | ----- |
| Copa FIFA Confederaciones 2017 | Rusia | Primera fase | 3        | 1     |

## Clubes
| Club                             | País           | Año       |
| -------------------------------- | -------------- | --------- |
| Newcastle United F. C.           | Inglaterra     | 2007-2008 |
| Gençlerbirliği S. K.             | Turquía        | 2008-2009 |
| Kayserispor                      | Turquía        | 2009-2012 |
| Juventus de Turín                | Italia         | 2012      |
| Atalanta B. C.                   | Italia         | 2012-2014 |
| Melbourne Victory F. C. (cedido) | Australia      | 2013-2014 |
| Juventus de Turín                | Italia         | 2014-2016 |
| S. V. Zulte Waregem (cedido)     | Bélgica        | 2014-2015 |
| Al-Ittihad (cedido)              | Arabia Saudita | 2015-2016 |
| Liaoning Whowin                  | China          | 2016      |
| Melbourne Victory F. C.          | Australia      | 2016-2019 |
| Adelaide United F. C.            | Australia      | 2019-2020 |
| Western Sydney Wanderers F. C.   | Australia      | 2020-2022 |
| Western United F. C.             | Australia      | 2022-     |